# Commerce City
Commerce City é uma cidade localizada no estado americano de Colorado, no Condado de Adams.

## Demografia
Segundo o censo americano de 2000, a sua população era de 20.991 habitantes.
Em 2006, foi estimada uma população de 38.887, um aumento de 17896 (85.3%).

## Geografia
De acordo com o United States Census Bureau tem uma área de
66,9 km², dos quais 66,9 km² cobertos por terra e 0,0 km² cobertos por água. Commerce City localiza-se a aproximadamente 1580 m acima do nível do mar.

## Localidades na vizinhança
O diagrama seguinte representa as localidades num raio de 16 km ao redor de Commerce City.